# Plaza Giovanni Bovio
La Plaza Giovanni Bovio (en italiano Piazza Giovanni Bovio) es una plaza histórica de Nápoles, Italia, ubicada en el casco antiguo de la ciudad.

## Historia y descripción
La edificación de la plaza se remonta a la segunda mitad del siglo XIX, durante el saneamiento de la ciudad (Risanamento), cuando se derribaron numerosos edificios para hacer sitio a una nueva arteria, Corso Umberto I. Hasta el final del siglo XIX la plaza se llamaba Piazza Borsa, por la presencia del monumental Palacio de la Bolsa; muchos napolitanos aún hoy siguen usando este nombre.
El nombre actual es debido a la presencia del edificio donde vivió el filósofo y político Giovanni Bovio, nacido en Apulia pero napolitano de adopción. En la fachada de su casa, una placa con una epígrafe de Mario Rapisardi así conmemora a este personaje:

En esta casa murió pobre e incontaminado
 Giovanni Bovio que meditando con ánimo libre
 el Infinito
 y consagrando las razones de los pueblos
 en páginas adamantinas
 avivó de alta luz
 el pensamiento itálico
 y anticipó clarividente
 la nueva edad.

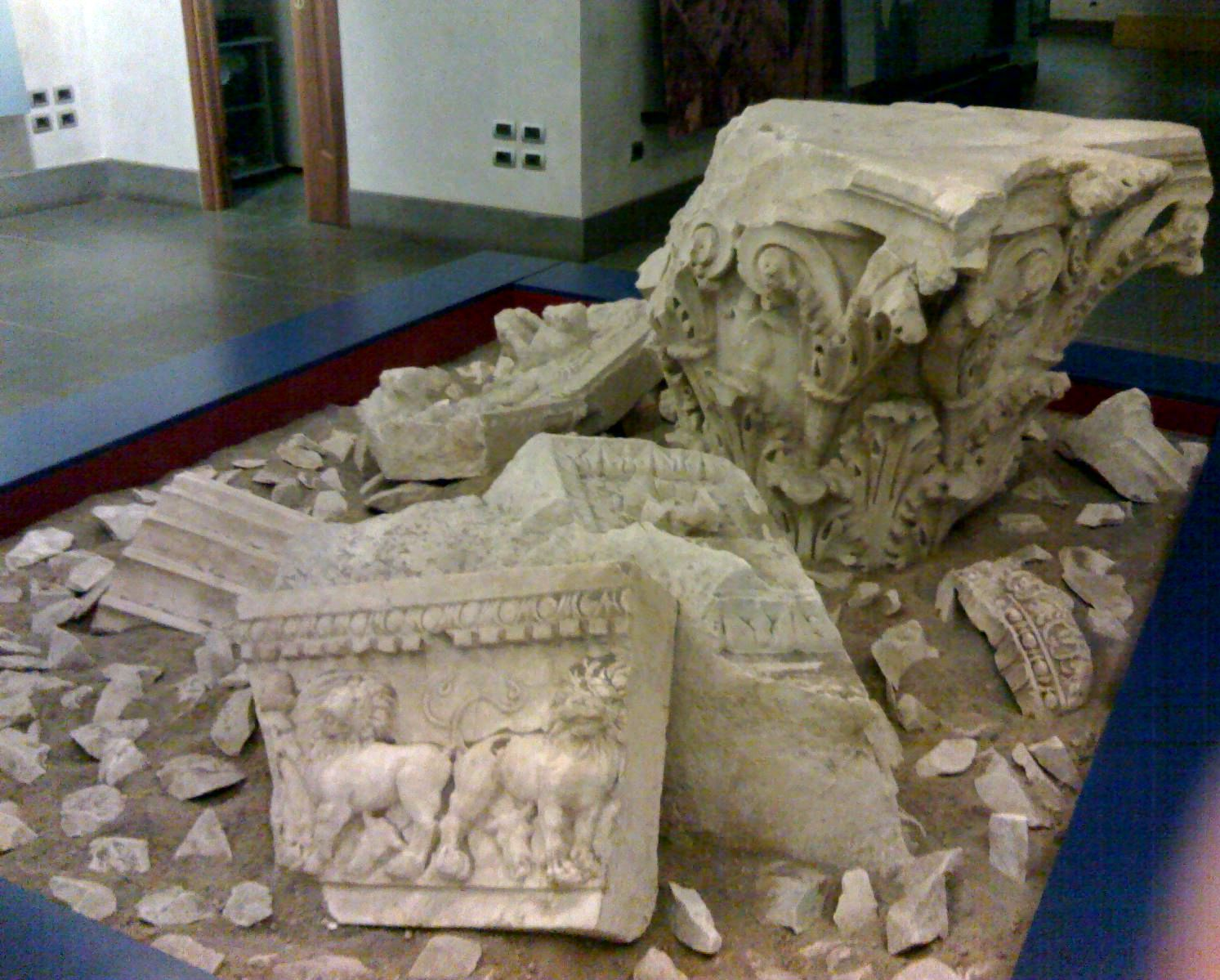
Unos restos arqueológicos hallados en las obras del metro en la plaza.

Hasta 2001, en la plaza se encontraba la Fuente de Neptuno, hoy colocada de nuevo en Piazza del Municipio.
Durante la construcción de la línea 1 del metro, se encontraron restos arqueológicos de elevada importancia, lo que ralentizó los trabajos. Se desenterraron restos de una fortificación bizantina: una torre cuadrangular construida con material perteneciente a un arco honorario de la época de la Dinastía Severa. El arco estaba situado, probablemente, en la costa frente al puerto antiguo, no muy lejos de la plaza. Además fueron hallados un bloque con relieves representando un trofeo de guerra de un lado, y la proa de un barco del otro, y dos losas marmóreas de época imperial, tal vez del siglo II, con imágenes de legionarios y togados. Los hallazgos arqueológicos hoy son expuestos en la "Estación Neapolis", sección museística de la parada "Museo" de la línea 1 del metro, que forma parte del Museo Arqueológico Nacional de Nápoles.

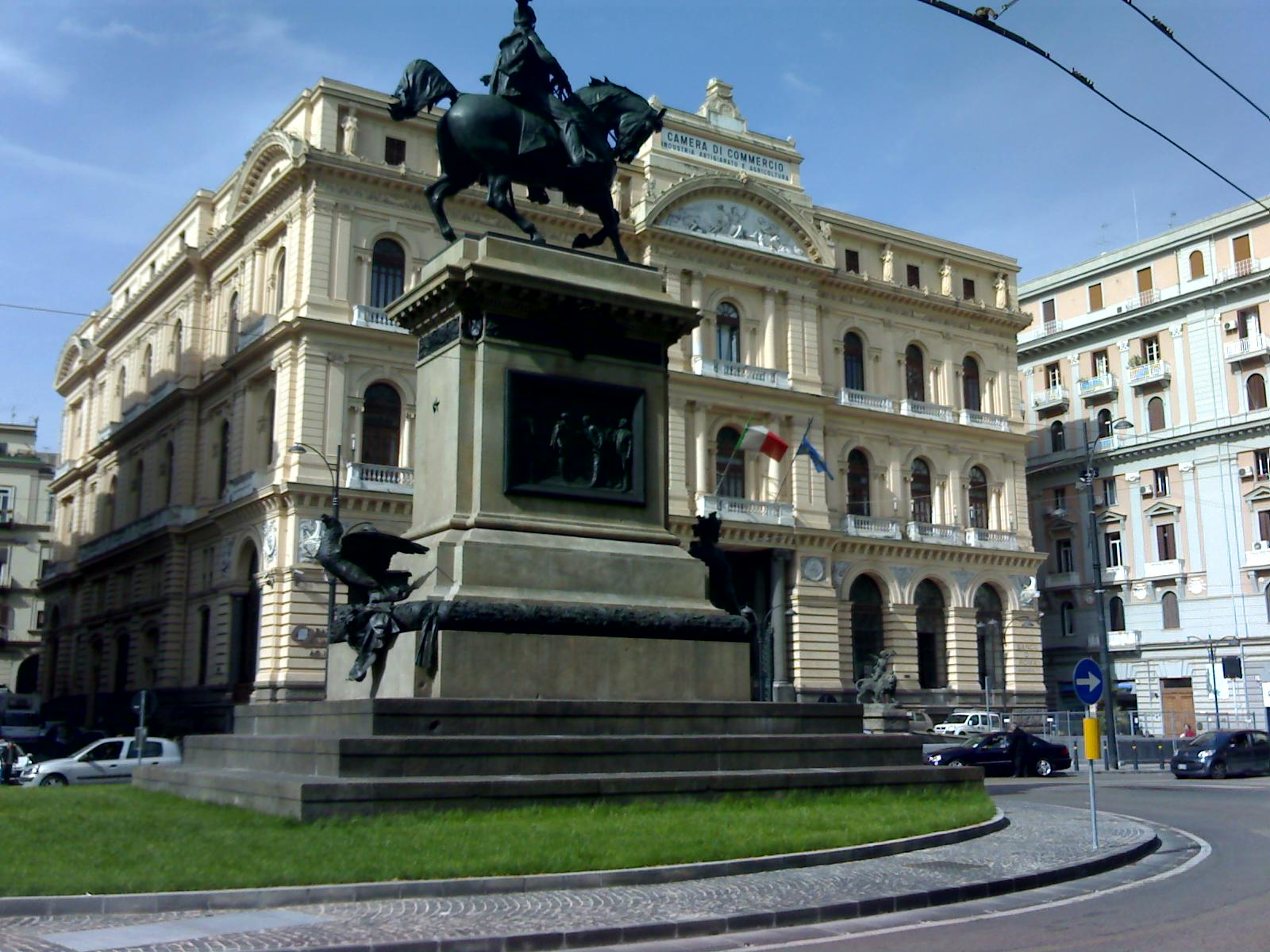
Vista de la plaza con el Palacio de la Bolsa al fondo.

Al término de los trabajos, en 2011, la entera plaza fue completamente renovada, con marquesinas de autobús, guardacamino, un quiosco-bar y dos quioscos de prensa, bancos de piedra lávica y amplias macetas con asientos.
Además, en correspondencia con las celebraciones por los 150 años de la unidad de Italia, en el centro de la plaza se colocó el monumento al rey Víctor Manuel II, que antes estaba en la cercana Piazza del Municipio. Se trata de un conjunto escultórico formado por la estatua ecuestre del rey, de ochenta toneladas, obra de Alfonso Balzico sobre dibujo de Emilio Franceschi, por la sirena Parténope, mitológica fundadora de la ciudad de Nápoles, tallada por Salvatore Cepparulo, y por una águila desplegando las alas.
La estación del metro se llama Università, simbolizando la centralidad de la plaza respecto a las numerosas facultades presentes en los alrededores.